# فريال يوسف
فريال يوسف (11 ديسمبر 1980 -)، ممثلة تونسية تعمل في مصر.

## عن حياتها
ولدت في تونس زاولت تعليمها إلى حدود الماجستير، بحيث أنها تحصلت على شهادة في المرحلة الثالثة في إدارة الأعمال من المدرسة العليا للتجارة بتونس.
عرفت الأضواء منذ نعومة أظافرها، ققد شاركت في بعض الإعلانات المشهورة في التلفزيون التونسي في تسعينيات القرن العشرين ولفتت الانتباه لحيويتها وشقاوتها وسهولة آدائها، وكان عمرها آنذاك يتراوح بين الخامسة عشرة والسادسة عشرة، مثلت كذلك أدوراً صغيرة في فوازير رمضانية في تونس و من ثم اختيرت لتجسد دور فتاة شابة لطيفة لعائلة متواضعة في أول دراما رمضانية صفاقسية في تونس مسلسل المتحدي، وكان، ممن شاركوها التمثيل، نخبة من ألمع الممثلين في تونس على غرار جميل الجودي، محمد السياري، درصاف مملوك، زهير الرايس، كوثر الباردي.

### النجاح
لمعت إثر هذا العمل، وعرفت في تونس ولم تكن تبلغ من العمر سوى سبعة عشرة ربيعاً، وحصدت إعجاب العديد لتقمصها الشخصية لدرجة التطابق وكذلك لكونها وجهاً شاباً جديداً وجميلاً في الدراما التونسية. شكل بذلك مسلسل المتحدي نقطة الانطلاق الفعلي لفريال في عالم الدراما. تتالت مشاركاتها في المسلسلات الرمضانية التونسية من مسلسل غالية وعشقة وحكايات، مروراً بخضراء والكنز ومن ثمة دروب المواجهة، وصولاً إلى قمرة سيدي المحروس الذي جمع نخبة كبيرة من عمالقة المسرح في تونس مثل السيدة منى نور الدين، الفنان القدير فتحي الهداوي، عزيزة بو الأبيار، وجيهة الجندوبي، سمية رحيم، استطاعت أن تبرز ضمن هذه المجموعة بإتقانها لدور الفتاة الحالمة، المغلوب على أمرها والمطيعة، لعبت كذلك دورا في مسلسل الخليجي سر الحياة توقفت إثر كل هذه المشاركات، عن التمثيل وتفرغت كلياً لدراستها حيث تحصلت على الاستاذية في التجارة ثم على شهادة الماجستير في إدارة الأعمال وانتقلت لمصر كي تعمل بخطة مديرة تسويق في شركة خاصة. بعد عام من العمل انقطعت فريال نظراً لظروف العمل المرهقة كي تتجه مجدداً نحو الدراما مستغلة تواجدها في مصر.
بعد مراجعته لأعمالها في تونس ورضائه عن مستوى آدائها، قدمها المخرج أسامة فوزي في فيلم بالألوان الطبيعية وحازت على جائزة أفضل ممثلة بطلة ثانية من مهرجان الإسكندرية السينمائي الدولي عام 2010 كان الدور الذي لعبته في هذا الفيلم مغايراً لكل الأدوار السابقة التي لعبتها في بلدها، فإن اتفقت كلها على ادراجها تحت خانت الفتاة الرصينة، المحافظة، المهذبة أو الساذجة، فقد إخراجها هذا الدور إلى الظهور بملامح جديدة، في صورة الفتاة المغرية اللعوب، وبرغم اتقانها للدور وتفاعلها معه قفد تلقت من مواطنيها كما هائلاً من الانتقادات والرفض للجرأة التي استعانت بها لإتمام الدور.

### تقديم البرامج
كما اختيرت لتقديم برنامج المعجبين وعمايلهم في رمضان 2011 ونظراً لنجاحه، قدمت نسخة تونسية منه على قناة تونسية خاصة.

## أعمالها

### الأفلام
- 2009: بالألوان الطبيعية
- 2010: الرجل الغامض بسلامته
- 2015: خطة بديلة
- 2015: جمهورية إمبابة
- 2019: محمد حسين
- 2021: ماكو
- 2023: حسن المصري

### المسلسلات
- 1997: المتحدي
- 1997: نحب نستحسن
- 1998: عشقة وحكايات
- 1998: خضراء والكنز
- 1999: غالية
- 2000: يا زهرة في خيالي
- 2002: سر الحياة
- 2003: قمرة سيدي المحروس
- 2003: دروب المواجهة
- 2004: لوتيل
- 2009: كلام نسوان
- 2010: ملكة في المنفى
- 2010: مش ألف ليلة وليلة
- 2010: أزمة سكر
- 2011: خاتم سليمان
- 2012: ابن ليل
- 2013: نقطة ضعف
- 2014: لو
- 2015: لعبة إبليس
- 2015: شطرنج ج1
- 2015: ذهاب وعودة
- 2015: ألوان الطيف
- 2015: أسرار
- 2016: سقوط حر
- 2016: السبع بنات
- 2017: نصيبي وقسمتك 2
- 2017: حجر جهنم
- 2017: أرض جو
- 2018: طلعت روحي
- 2018: شورّب ج1
- 2019: الضاهر
- 2021:  ورا كل باب ج2
- 2022: دايما عامر

## وصلات خارجية
- فريال يوسف على موقع IMDb (الإنجليزية)
- فريال يوسف على موقع قاعدة بيانات الأفلام العربية